# Nordatlantik

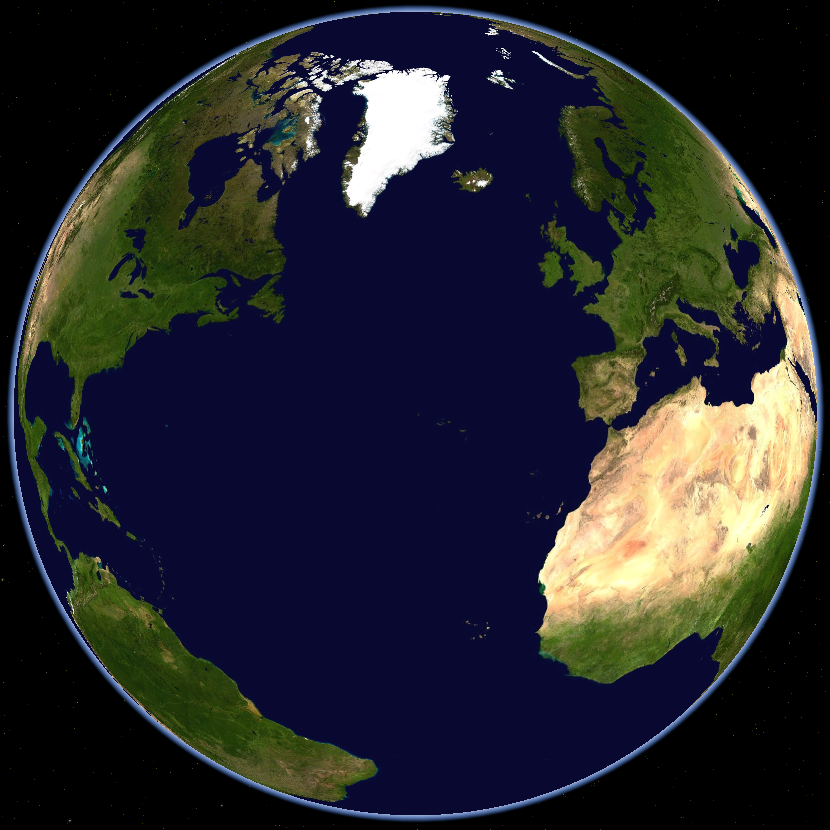
Nord- und Zentralatlantik

Der Nordatlantik ist der nördliche Teil des Atlantischen Ozeans. Im Norden grenzt er an den Arktischen Ozean, im Süden beim Äquator an den Südatlantik.

## Geographie

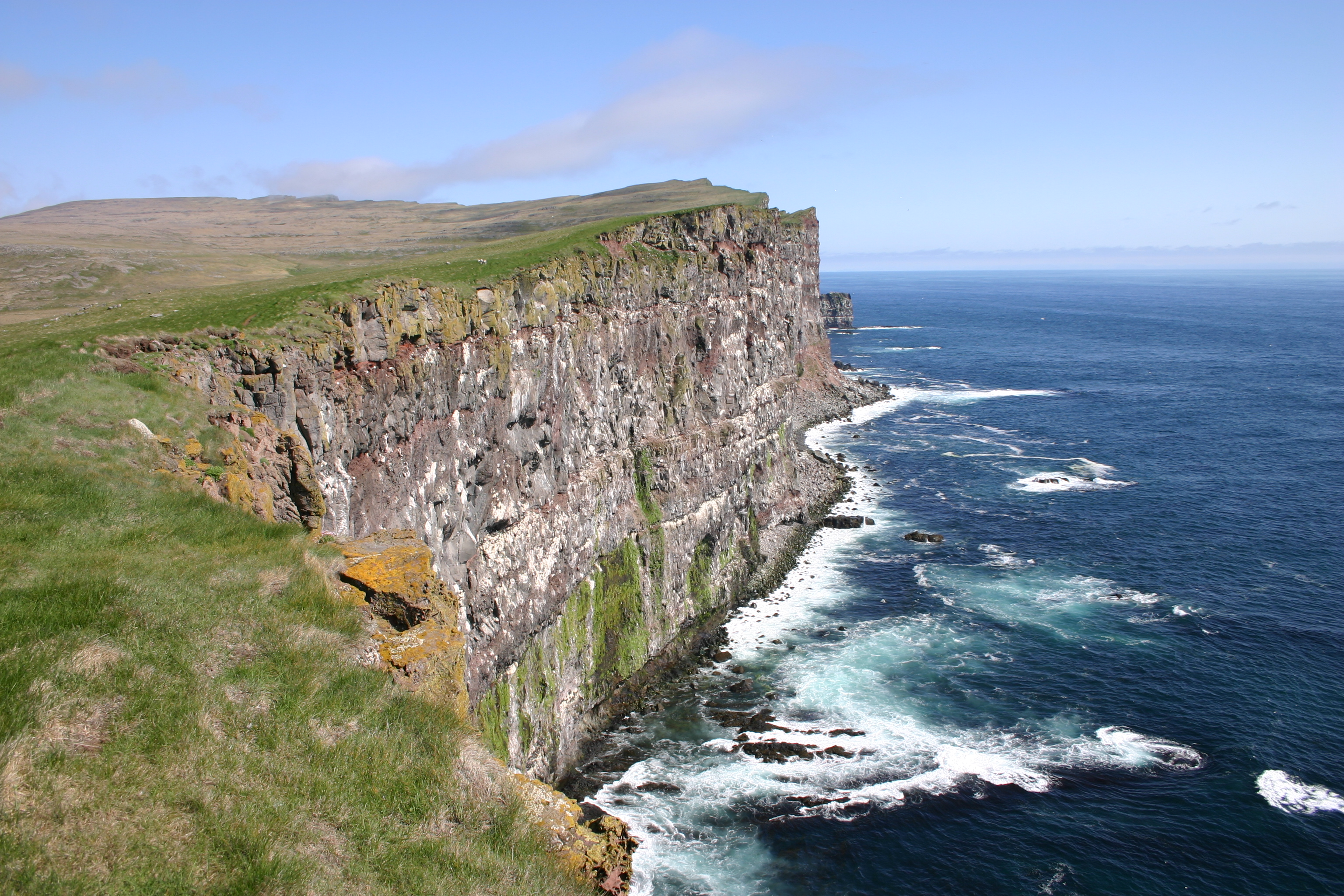
Ende Europas – Látrabjarg in Island

Die größte Breite (des ganzen Ozeans) beträgt 9000 km zwischen Senegal und dem Golf von Mexiko, die geringste 1500 km zwischen Norwegen und Grönland. Als Grenzen gelten der nördliche Polarkreis und der Äquator.
Archipels und Inseln im Nordatlantik sind Azoren, Bermuda, Britische Inseln, Färöer, Grönland, Irland, Island, Kanaren, Kap Verde, Madeira und Neufundland. 200 km vor Kanadas Küste liegt das als Friedhof des Atlantiks berüchtigte Sable Island.
Anders als der Südatlantik hat der Nordatlantik große Nebenmeere: Amerikanisches Mittelmeer, Ärmelkanal, Baffin Bay, Davisstraße, Europäisches Nordmeer, Grönlandsee, Irische See, Irmingersee, Labradorsee, Mittelmeer, Nordsee, Ostsee und Sankt-Lorenz-Golf.

## Bedeutung

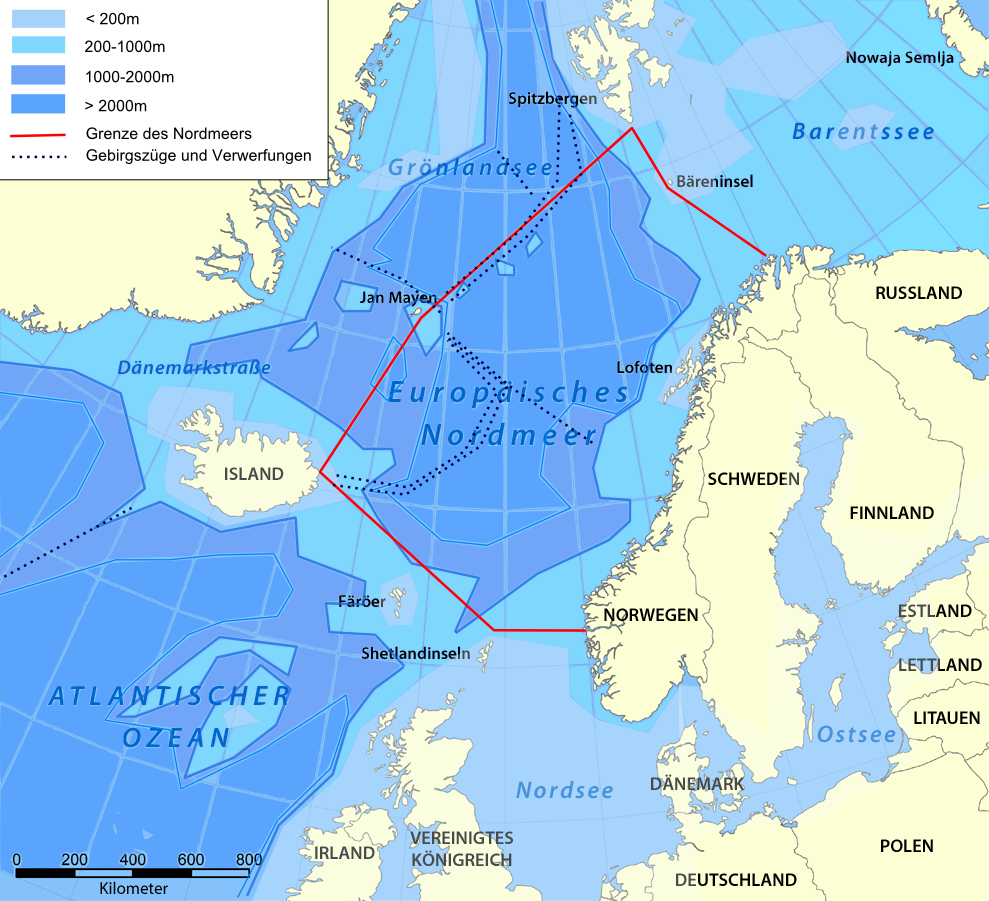
Europäisches Nordmeer

In der neuzeitlichen Weltgeschichte spielt der Nordatlantik eine wichtige Rolle. Über ihn entdeckten die Wikinger und Christoph Kolumbus die Neue Welt. Die Pilgerväter der Mayflower begründeten Neuengland und die 200-jährige WASP-Führung der Vereinigten Staaten. Am 27. August 1866 gelang die Verlegung des ersten transatlantischen Seekabels zwischen Irland und Neufundland. Von Emden über die Azoren nach New York City verlief das erste deutsche Seekabel seit Ende 1900.
In den Auswanderungen des 19. und 20. Jahrhunderts kamen Millionen von Europäern auf überfüllten Schiffen nach Nordamerika. Seit dem Dreikaiserjahr wurde die Hamburg-Amerikanische Packetfahrt-Actien-Gesellschaft unter Albert Ballin zur größten Reederei der Welt. Mit den größten (und schnellsten) Schiffen der Imperator-Klasse beherrschte die HAPAG den transatlantischen Passagier- und Frachtverkehr. Nach dem Ersten Weltkrieg stieg die Tonnage der HAPAG-Flotte vor der Weltwirtschaftskrise wieder auf 1.114.826 Bruttoregistertonnen mit über 100 Seeschiffen an.
Nach wie vor ist der Nordatlantik eines der meistbefahrenen Meere. Er verbindet Europa mit den Vereinigten Staaten und Kanada. Das spiegelt der Name des Militärbündnisses NATO – North Atlantic Treaty Organization – wider. Ronald Reagan und Michail Sergejewitsch Gorbatschow trafen sich 1986 auf halbem Weg in Reykjavík zu einem Gipfeltreffen, um im Kalten Krieg über Abrüstungsfragen zu verhandeln.
Mit seinem Fischreichtum hat der Nordatlantik auch als Nahrungsquelle eine große wirtschaftliche Bedeutung. Wie früher der Walfang und die Grönlandfahrt kämpft die Hochseefischerei vieler Nationen um Fangquoten und Fanggebiete. In den 1950er Jahren und 1973 entstanden Konflikte um Fangrechte in Islands Küstenmeer.

### Strategischer Angelpunkt

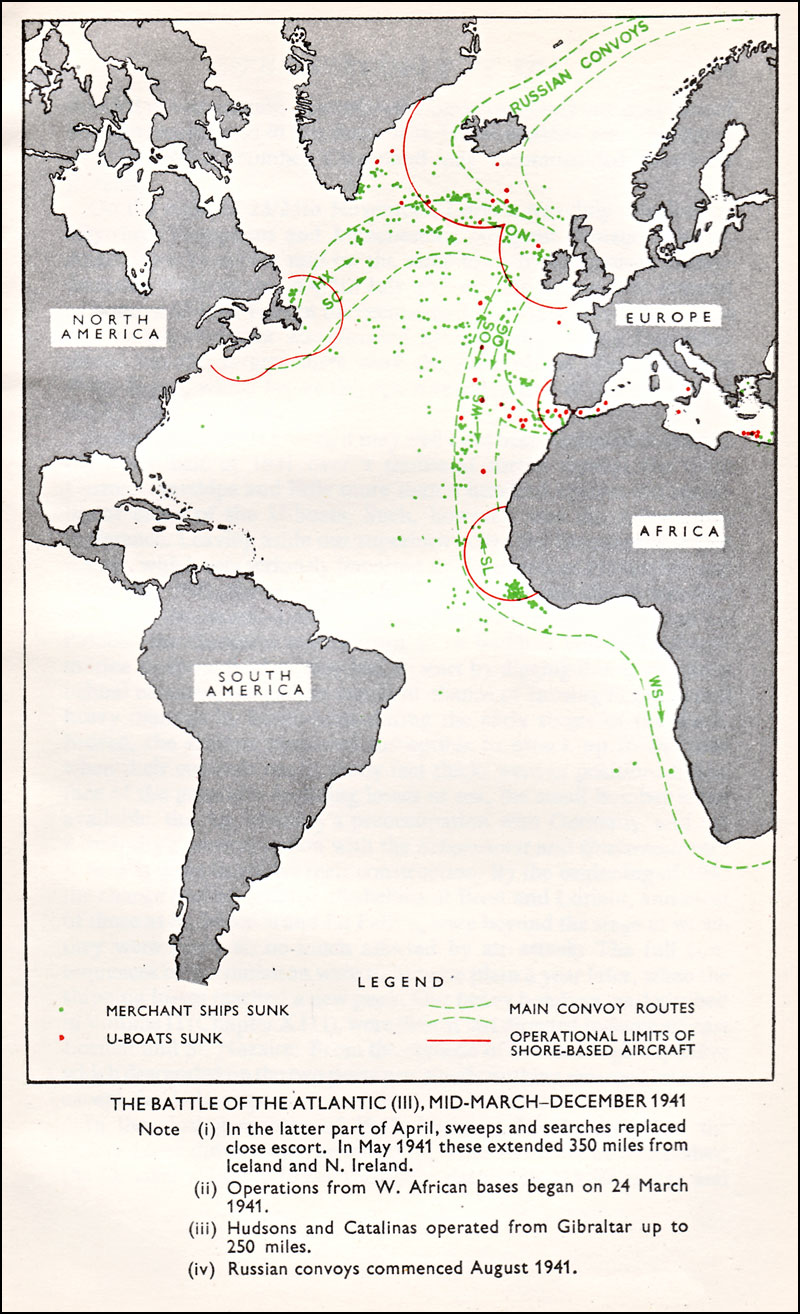
Geleitzugrouten (1941)

Beide Weltkriege wurden auch im Nordatlantik entschieden. Der Militärschriftsteller Friedrich Ruge bezeichnete den Nordatlantik als das „Mittelmeer unserer Zeit“, einen Kulturkreis, der Frieden und geordnete Freiheit nur in guter Zusammenarbeit und gegenseitigem Verständnis gewährleisten könne. In beiden Weltkriegen waren Russland bzw. die Sowjetunion noch im Wesentlichen eine Landmacht. Nach dem Zweiten Weltkrieg noch viertgrößte nach der United States Navy, der Royal Navy und der Französischen Marine, wurde die Sowjetische Marine im Kalten Krieg systematisch ausgebaut, um zwei Jahrzehnten später Platz zwei einzunehmen. Nach Zahl der Schiffe (nicht nach Tonnage) überflügelte sie sogar die US Navy. Mit der Nordflotte, der Baltischen Flotte und der Schwarzmeerflotte hatte die Sowjetunion einen weit in den Atlantik vorgeschobenen offensiv ausgerichteten Schutzwall um ihren Machtbereich gezogen. Aufklärungsflugzeuge, Überwassereinheiten, Spezialfahrzeuge und ozeanographische Forschungsschiffe überwachten laufend die Bewegungen von täglich gut 2000 Schiffen im Nordatlantik. Strategische U-Boote standen ständig vor der amerikanischen Ostküste. In den Nordatlantik gelangen konnten sie nur durch die Norwegensee und die Dänemarkstraße. Die hydrographische Beobachtung dieser Gewässer hatte deshalb zentrale strategische Bedeutung – für beide Seiten.
Zugleich hatte die Sowjetunion eine Zange um Westeuropa gelegt, die von der Barentssee bis ins östliche Mittelmeer reichte. Die Sowjetische Marine bedrohte die Brückenfunktion des Nordatlantiks. Sie gefährdete nicht nur die Flanken, sondern auch das (deutsche) Zentrum.

### Aktuelle Bedrohung
Im Dezember 2017 wurde bekannt, dass die Russische Seekriegsflotte die transatlantischen Seekabel auskundschaftet. Stuart Peach, Vorsitzender des NATO-Militärausschusses, warnte vor katastrophalen Folgen ihrer Unterbrechung. HMS St Albans (F83) der Royal Navy geleitete eine Fregatte der Admiral-Gorschkow-Klasse durch die Nordsee. Hubschrauber beobachteten andere russische Schiffe.

## Historische Seewege

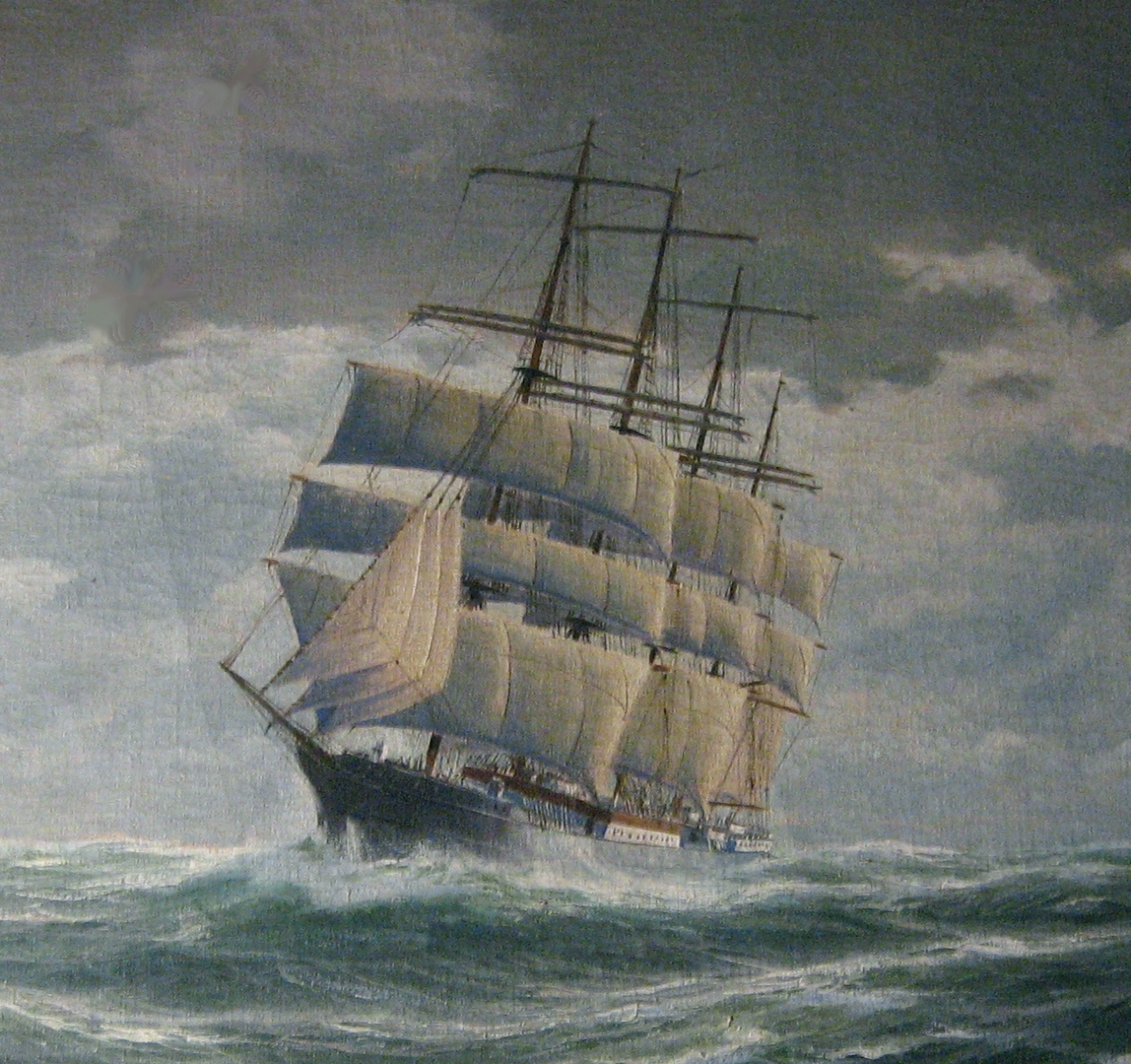
Peking

### Segler
Die Routen der Segelschiffe hingen von den jahreszeitlichen Winden ab.
Von Europa nach Nordamerika gab es zwei Hauptlinien. Auf der nördlichen hielt man sich im Winter und Frühling in 46° bis 50° nördlicher Breite. Ab etwa 34° westlicher Länge steuerte man südwestlich bis zum 43. Breitengrad, auf dem es zwischen der Neufundlandbank und dem Golfstrom nach Westen ging. Mit der südwestlichen Küstenströmung erreichten die Segler dann den Bestimmungshafen. Im Sommer und Herbst segelten die Kapitäne noch weiter nördlich. Auf 55° n. Br. ging es erst ab 25° w. L. nach Süden.
Weniger robuste Segler nahmen die südliche Route. Westlich von Madeira suchten sie die Passatwinde zu erreichen. Mit ihnen blieben sie zwischen 22. und 28. Breitengrad. Bei 60° w. L. steuerten sie an Bermuda vorbei den Bestimmungshafen an.
Auf dem Heimweg suchte man möglichst schnell den Küstenstrom zu durchqueren und den Golfstrom nördlich zu verlassen.

### Dampfer

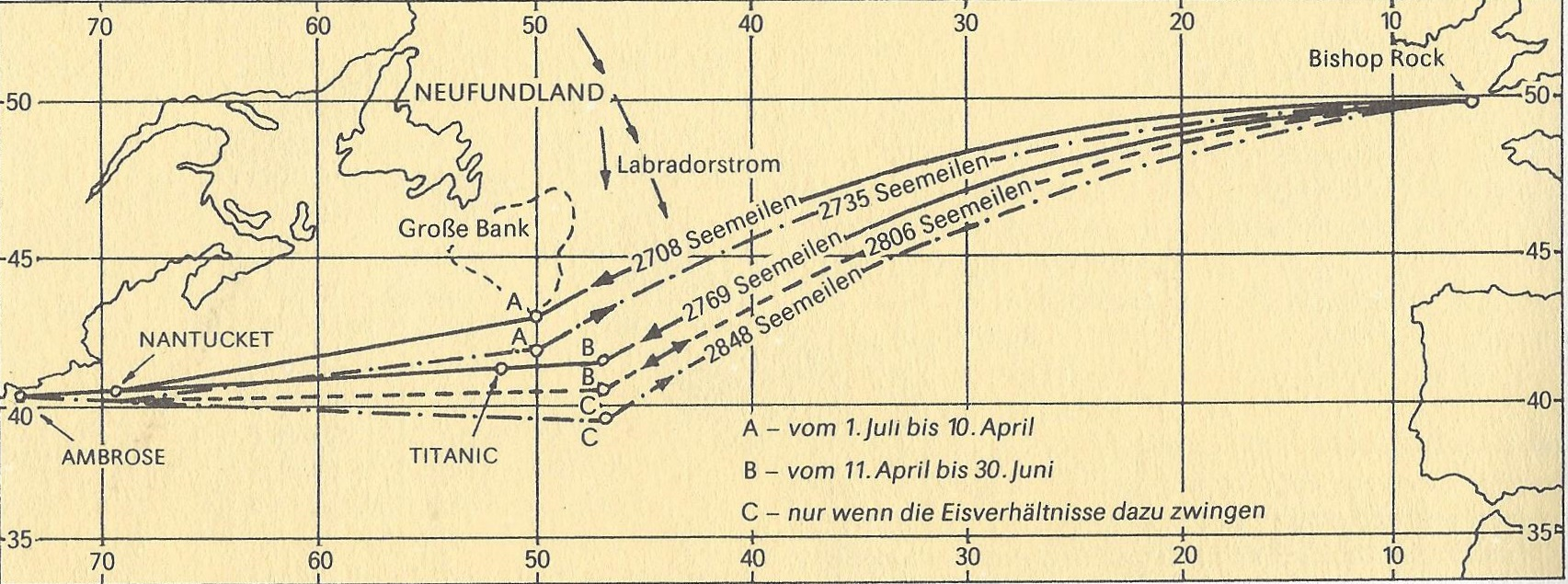
Dampferrouten

Der große Verkehr zwischen New York Harbor und Ärmelkanal und der häufige Nebel bei der Neufundlandbank verursachten viele Havarien. Deshalb setzten die großen englischen, deutschen und niederländischen Reedereien 1892 bestimmte Dampferwege fest. Die Ausreise ging vom 15. Januar bis zum 14. Juli von Fastnet oder den Scilly-Inseln auf dem Großkreis bis zum Schnittpunkt von 47° w. L. und 42° n. Br., von dort nach Sandy Hook. Dabei war das Feuerschiff Nantucket 20 Seemeilen südlich zu passieren. Vom 15. Juli bis zum 14. Januar fuhren die Dampfer auf dem Großkreis bis 49° w. L. und 46° n. Br., dann nach Sandy Hook mit 55 Seemeilen Abstand vom berüchtigten Sable Island.
Die Heimreise ging im ganzen Jahr von Sandy Hook bis 70° w. L. und 40°10´. In der 1. Jahreshälfte war dann nach 47° w. L. und 41° n. Br. und auf dem Großkreis nach Fastnet zu fahren, in der 2. Jahreshälfte nach 60° w. L. und 42°5´ und auf dem Großkreis nach Fastnet oder Scilly.

## Unglücke der Nordatlantikfahrt
Stürme, Eisberge und Nebel gefährden die Handelsschifffahrt und die Hochseefischerei im Nordatlantik.